# Agave parryi

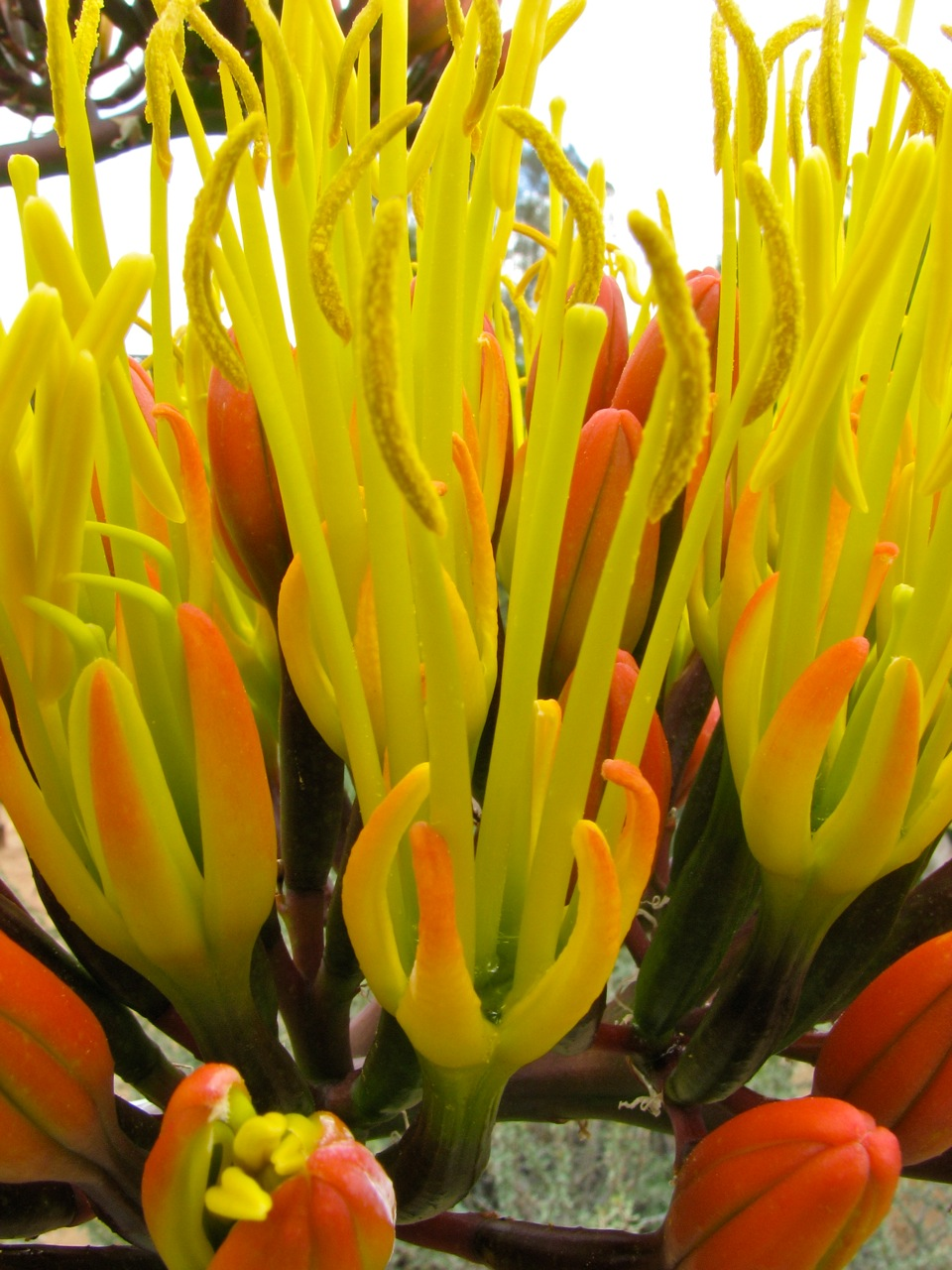
Blüten von Agave parryi var. couesii

Agave parryi ist eine Pflanzenart aus der Gattung der Agaven (Agave) und ein Vertreter der kleinwüchsigen Agaven-Gruppe Parryanae. Das Verbreitungsgebiet reicht von Zentral-Arizona bis nach Mexiko. Sie ist nach dem Botaniker Charles Christopher Parry benannt.

## Beschreibung
Agave parryi wächst einzeln oder bildet große, kompakte Gruppen. Die Pflanze erscheint als kugeliges Gebilde mit Wuchshöhen von 20 bis 30 cm und 30 bis 80 cm Durchmesser.
Die glatten und steifen Blätter sind grün bis grau, 20 bis 30 cm lang, 15 bis 20 mm breit und variabel angeordnet. Ihre Form ist linealisch oder lanzettförmig bis oval und nach oben gebogen. Die  Blätter tragen einen spitzen und kräftigen, grauen bis braunen Enddorn. Die faserigen, rotbraunen Blattränder sind nahe der Basis unregelmäßig fein gezahnt.
Der rispige Blütenstand wird 3 bis 5 m hoch. In der oberen Hälfte bildet er 12 bis 15 unregelmäßig lange Verzweigungen. Die gelben bis orangefarbenen Blüten erscheinen am Ende der Verzweigungen und sind 60 bis 75 mm lang.
Die eiförmigen bis länglichen dreikammerigen Kapselfrüchte sind 35 bis 50 mm lang und 15 bis 20 mm breit. Die schwarzen, unregelmäßig geformten Samen sind 7 bis 8 mm lang und 5 bis 6 mm breit.
Die Blühperiode reicht von Juni bis August.

## Verbreitung
Agave parryi ist von Zentral-Arizona und Südwest-New Mexico in den Vereinigten Staaten bis nach Mexiko in die Bundesstaaten Chihuahua und Durango verbreitet. Die Art wächst an steinigen Hängen, in Grasland, in offenem Waldland in 1500 bis 2500 m Höhe. Sie ist vergesellschaftet mit einer Vielzahl von Kakteen- und Sukkulentenarten.

## Systematik
Die Erstbeschreibung durch George Engelmann wurde 1875 veröffentlicht. Eines der zahlreichen Synonyme ist Agave applanata var. parryi (Engelm.) Mulford (1896). 
Die Unterarten und Varietäten unterscheiden sich durch Größe, Blatt- und Blütenstruktur. Zwei Unterarten und drei Varietäten werden unterschieden:
- Agave parryi subsp. parryi
- Agave parryi subsp. neomexicana (Wooton & Standl.) B.Ullrich
- Agave parryi var. couesii (Engelm. ex Trel.) Kearney & Peebles
- Agave parryi var. huachucensis (Baker) Little
- Agave parryi var. truncata Gentry

Die Unterarten Agave parryi subsp. parryi, Agave parryi subsp. neomexicana sowie die Varietät Agave parryi var. couesii können bei trockenem Stand Frostperioden bis minus 20 °C überstehen.
Hybriden mit Agave chrysantha und Agave schottii sind bekannt. Agave havardiana ist nahe verwandt, gleichwohl sind Unterschiede der Blattstruktur erkennbar.

## Nachweise
- August J. Breitung: Agave parryi. In: The Agaves. The Cactus & Succulent Journal Yearbook. 1968, S. 78.
- Howard Scott Gentry: Agave parryi. In: Agaves of Continental North America. The University of Arizona Press, 1982, ISBN 0-8165-0775-9, S. 538–545.
- J. Thiede: Agave parryi. In: Urs Eggli (Hrsg.): Sukkulenten-Lexikon. Einkeimblättrige Pflanzen (Monocotyledonen). Eugen Ulmer, Stuttgart 2001, ISBN 3-8001-3662-7, S. 52–53.
- James L. Reveal & Wendy C. Hodgson: Flora of North America Agavaceae. Oxford University Press, 2002, S. 456–458.